# Partidul Comuniștilor din Republica Moldova
Partidul Comuniștilor din Republica Moldova (abreviat PCRM) este un partid politic comunist din Republica Moldova, prezent în Parlamentul Republicii Moldova fără întrerupere din anul 1998. Președintele partidului este Vladimir Voronin. Actualmente partidul se află în opoziție, alături de PSRM, cu care au format un bloc electoral pentru a participa la alegerile parlamentare anticipate din 11 iulie 2021, fiind reprezentat de 10 deputați in noul parlament. PCRM este unul dintre cele mai puternice partide comuniste europene actuale, fiind la putere timp de opt ani, între 2001 și 2009.
Este singurul partid comunist care a deținut un guvern majoritar în statele post-sovietice. A fost descris în diverse moduri ca fiind comunist, moldovenist și rusofil.
Afiliat la Uniunea Partidelor Comuniste – Partidul Comunist al Uniunii Sovietice, este, de asemenea, membru al Partidului Stângii Europen și al Reuniunii Internaționale a Partidelor Comuniste și Muncitorești. Spre deosebire de majoritatea partidelor comuniste și de stânga cu vederi similare, în special în lumea occidentală, partidul are o viziune conservatoare asupra problemelor sociale, reflectând opiniile lui Voronin, drepturile scăzute ale LGBT în Moldova, conservatorismul social puternic al țării și influența Bisericii Ortodoxe din Moldova.

## Istorie

### Înființare
În august 1991, după puciul eșuat de la Moscova, Republica Moldova și-a declarat independența iar Partidul Comunist al Moldovei a fost scos din legalitate.
În 22 octombrie 1993 a avut loc o conferință pentru reînființarea unui partid comunist în Republica Moldova, care să continue ideile partidului comunist al Uniunii Sovietice. Printre autorii ideii și primii membri se numără Vladimir Voronin, Eugenia Ostapciuc, Victor Stepaniuc. Înregistrarea oficială a noului partid, care a primit numele de Partidul Comuniștilor din Republica Moldova, a avut loc în 27 aprilie 1994, când Ministerul Justiției al Republicii Moldova a emis Adeverința de Înregistrare nr. 31.

### Ascensiune

#### Alegerile prezidențiale din 1996
La alegerile prezidențiale din anul 1996 din Republica Moldova, liderul partidului, Vladimir Voronin a acumulat 10,23% din voturi, clasându-se pe locul trei. În turul doi al scrutinului PCRM l-a sprijinit pe Petru Lucinschi, iar ca urmare a victoriei lui Lucinschi, PCRM a primit două fotolii în guvern.

#### Alegerile parlamentare din 1998
La alegerile parlamentare din martie 1998, PCRM a obținut 30,1% din voturi și 40 de mandate în parlament, devenind partidul cu cei mai mulți membri în parlament. Cu toate acestea, PCRM a rămas în opoziție datorită formării unei coaliții de guvernare de centru-dreapta, Alianța pentru Democrație și Reforme. Deși, mai târziu, în 1999, Lucinschi l-a nominalizat pe Voronin la funcția de Prim-ministru al Republicii Moldova, reușita acestuia a eșuat întrucât nu a avut suficient sprijin în parlament.

### Guvernare

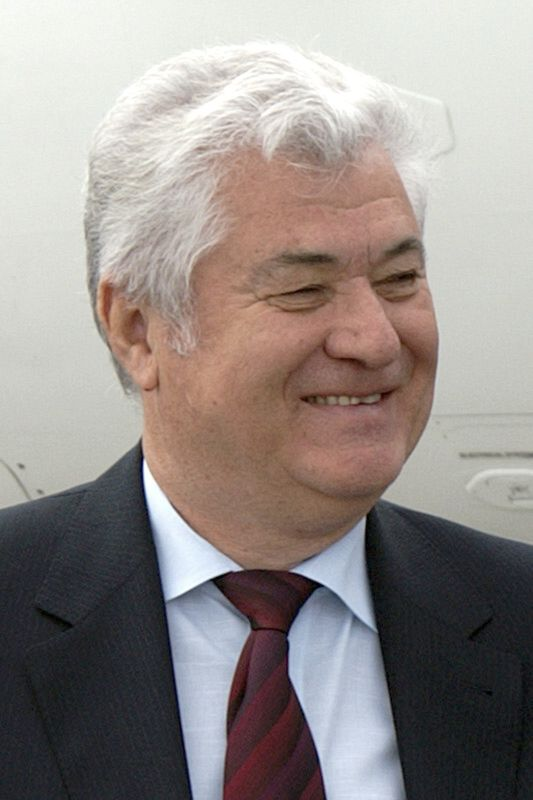
Vladimir Voronin a fost Președinte al Republicii Moldova și cea mai proeminentă personalitate a partidului

#### Alegerile din 2001
La alegerile parlamentare din 2001, PCRM a obținut 49,9% din voturi, ceea ce a rezultat în 71 din cele 101 de locuri din parlament.
Cu o majoritate parlamentară asigurată de PCRM, Vladimir Voronin a fost ales în funcția de Președinte al Republicii Moldova de către parlament în aprilie 2001. Curtea Constituțională a Republicii Moldova a confirmat că Președintele poate conduce și un partid politic, și, Voronin a fost reales ca lider al partidului.

#### Alegerile din 2005
Către alegerile din 2005, PCRM s-a apropiat în postura de partid aflat la guvernare. PCRM a câștigat alegerile parlamentare din 2005 cu 45,98% din voturi (56 de mandat în parlament), pierzând posibilitatea de a alege președintele unilateral. Totuși, Vladimir Voronin a fost reales în calitate de șef al statului cu 75 de voturi ale deputaților PCRM, PPCD, PDM și PSL. PCRM a mai furnizat și prim-ministrul – Zinaida Greceanîi, dar și Președintele Parlamentului – Marian Lupu. În timpul acestei legislaturi, politica statului promovată de partid s-a schimbat și au fost privatizate o serie de companii de stat. De asemenea, partidul s-a re-orientat către opțiunea de Integrare Europeană.

### 2009 – an de cotitură
Cu alegerile parlamentare din aprilie 2009 și protestele civile violente, climatul din Moldova a devenit foarte polarizat. La 12 mai 2009, cu votul a celor 60 de deputați PCRM, Voronin a fost ales președinte al Parlamentului Republicii Moldova. În același timp, el a cumulat și postul de președinte în exercițiu al Moldovei până la data de 7 iunie. Parlamentul a eșuat să aleagă un nou președinte. Din această cauză, parlamentul a fost dizolvat și au fost organizate alegeri anticipate. La noul scrutin din 29 iulie, PCRM a obținut 44,7% din voturi. Aceasta le-a adus comuniștilor 48 de mandate din 101, iar cele 53 de fotolii rămase au revenit unui număr de patru partide de opoziție (PLDM – 18 mandate, PL – 15 mandate, PDM – 13 mandate, AMN – 7 mandate), care ulterior au format Alianța pentru Integrare Europeană. Liderii acestor partide, Mihai Ghimpu, Vlad Filat și respectiv Serafim Urechean, au declarat de numeroase ori că nu vor vota un președinte propus de comuniști, nici chiar dacă acesta „ar avea accent dâmbovițean” (declarația îi aparține lui Vlad Filat și face aluzie la Marian Lupu, fost președinte la Parlamentului între 2005 și 2009). La 11 septembrie 2009 Vladimir Voronin și-a dat oficial demisia din funcția de președinte interimar.

### În opoziție

#### Alegerile din 2010
La alegerile parlamentare anticipate din 28 noiembrie 2010 PCRM a obținut 39,34% din voturi (ceea ce le-a oferit 42 de locuri în parlament), partidul rămânând în continuare în opoziție.

#### Alegerile din 2014 și 2015
La alegerile parlamentare din 30 noiembrie 2014 PCRM a obținut 17,48% din voturi, ceea ce le-a adus 21 de mandate în parlament, clasându-se pe locul trei. Astfel, partidul pierde postura de cel mai reprezentativ partid din Moldova, pe care a deținut-o timp de 16 ani.
La alegerile locale din 14 iunie 2015 PCRM a obținut 10,23% din mandatele din consiliile raionale și municipale, 10,95% din mandatele din consiliile orășenești și sătești și 8,59% din mandatele de primari din întreaga țară.

#### Din 2016
PCRM a refuzat să înainteze un candidat la alegerile prezidențiale din 2016, pe motiv că decizia Curții Constituționale privind revenirea la votul direct de către popor este ilegală. În urma alegerilor, Igor Dodon, fost membru al echipei Partidului Comuniștilor și membru în guvernul Greceanîi, este ales președinte al Republicii Moldova.
În alegerile parlamentare din 2019, PCRM a obținut doar 3,75% din procente (sub pragul electoral de 6%) și nu a obținut vreun mandat în vreo circumscripție electorală.
PCRM a refuzat să participe și la alegerile prezidențiale din 2020. La alegerile parlamentare anticipate din 2021, PCRM a mers în bloc electoral cu PSRM, Vladimir Voronin fiind pe prima poziție. În urma alegerilor, Blocul electoral al comuniștilor și socialiștilor a obținut 27,17% și 32 de mandate (dintre care 10 deputați au fost la propunerea PCRM). La nivel parlamentar, PSRM și PCRM au format o fracțiune comună.

### Scindări

#### 2009
Pe 10 iunie 2009, Marian Lupu a părăsit PCRM, acuzând comuniști că „au dezbinat societatea în spatele unui interes național” și spunând că el „nu mai putea influența deciziile în sânul partidului”. El a mai adăugat atunci că „nu mai vrea să participe într-o campanie în care se va merge pe amenințări, șantaj și cu un liombaj injurios”.
Pe 15 decembrie 2009 deputații comuniști Vladimir Țurcan, Victor Stepaniuc, Ludmila Belcencova și Valentin Guznac au părăsit fracțiunea PCRM din parlament. Ei au declarat că au făcut acest pas pentru că nu sunt de acord cu decizia partidului din 7 decembrie 2009 de a boicota alegerile prezidențiale. Ulterior cei patru au aderat la Partidul «Moldova Unită».

#### 2011–2012
Pe 4 noiembrie 2011, Igor Dodon, Zinaida Greceanîi și Veronica Abramciuc – fruntași ai partidului, au părăsit fracțiunea PCRM din parlament. Ulterior cei trei au aderat la Partidul Socialiștilor din Republica Moldova (PSRM), iar pe 18 decembrie 2011, la cel de-al 10-lea Congres al Partidului Socialiștilor, Dodon avea să fie ales președinte al partidului.
Pe 9 iunie 2012, Vadim Mișin, Oleg Babenco și Tatiana Botnariuc au plecat din PCRM, declarând că vor activa în parlament în calitate de deputați independenți.
Pe 12 decembrie 2012 și Sergiu Sîrbu – juristul formațiunii, deputat și membru de vază al partidului – a părăsit PCRM.

#### 2014
În 2014 între Grigore Petrenco și liderul comuniștilor moldoveni, Vladimir Voronin s-a iscat un conflict, după ce la ratificarea Acordului de Asociere dintre RM și UE în Parlamentul Republicii Moldova - PCRM a părăsit sala de ședință, iar Petrenco a fost unicul deputat comunist care a rămas și a votat împotrivă. Ulterior, în vara lui 2014, Petrenco, alături de Marc Tkaciuk și Iurie Muntean au fost excluși din Comitetul Executiv al Partidului Comuniștilor. Decizia a fost luată la plenara PCRM, în urma propunerii lui Vladimir Voronin, după care Petrenco l-a acuzat pe liderul PCRM de minciună și trădare, solicitându-i lui Vladimir Voronin să nu-și mai înainteze candidatura sa la funcția de președinte PCRM și că este gata să-și propună propria candidatură pentru funcția de președinte al partidului. În octombrie 2014 Petrenco a fost exclus din PCRM, fiind acuzat că a încălcat statul formațiunii. La 23 decembrie 2014 și Iurie Muntean, fost secretar executiv al partidului, a fost exclus definitiv din PCRM. Despre excluderea sa din partid, Muntean spunea ulterior: „am fost exclus din PCRM pentru viziuni de stânga” ... „deși sunt comunist adevărat, de a treia generație”.

#### 2015
La 21 decembrie 2015, în toiul crizei politice din Moldova, 14 (din 21) deputați comuniști, în frunte cu președintele fracținii parlamentare a PCRM, Violeta Ivanov, au părăsit partidul, anunțând, totodată, formarea Platformei Social Democrate „Pentru Moldova”. Platforma s-a arătat disponibilă de a contribui la depășirea crizei politice din țară prin participarea la formarea unei majorități parlamentare cu PD, PLDM, PL și PPEM, și din aceeași zi începuseră să poarte discuții privind formarea unei majorități parlamentare cu PDM. Pe 13 ianuarie 2016 majoritatea parlamentară nou-formată l-a înaintat pe prim-vicepreședintele PDM, Vlad Plahotniuc, la funcția de prim-ministru, însă, Președintele Republicii Moldova, Nicolae Timofti, a respins candidatura lui cu motivația că ar exista suspiciuni rezonabile că candidatul nu întrunește criteririle de integritate necesare pentru funcția de prim-ministru.

## Ideologie
În conformitate cu art. 1 din statutul său adoptat în 2008, PCRM este "succesorul și moștenitorul de drept al Partidului Comunist din Moldova, atât din punct de vedere al ideilor, cât și al tradițiilor". Deși îmbrățișează oficial o doctrină comunistă leninistă, există dezbateri cu privire la politicile lor. În 2009, The Economist îl considera un partid de centru-dreapta, comunist doar cu numele. Politologul român Vladimir Tismăneanu postulează că partidul nu este comunist în sensul clasic din cauza numeroaselor schimbări de la dizolvarea Uniunii Sovietice, dar este succesorul clar al Partidului Comunist din Moldova, și nu ceva străin de acesta, pentru nostalgia sa sovietică⁠(en)[traduceți].
Pentru ultima sa perioadă de guvernare, PCRM a trasat ca obiective pentru țară o nouă calitate a vieții, modernizarea economică, integrarea europeană și consolidarea societății. În perioada în care a fost la guvernare, partidul a adoptat politici pro-ruse, rămânând în același timp angajat față de integrarea europeană. În ciuda faptului că este cunoscut pentru faptul că își obține cea mai mare parte a sprijinului de la pensionari, începând cu 2009 a început să atragă mai multe voturi din partea tinerilor și să adopte o perspectivă populistă, care a fost minimalizată în timpul cât PCRM a fost la guvernare, dar a reapărut la nivelul opoziției și la nivel extraparlamentar. Spre deosebire de partidele social-populiste, dintre care unele combină politicile de stânga privind bunăstarea cu poziții naționaliste mai de dreapta, PCRM este doar marginal populist, iar ideologia sa principală continuă să fie marxism-leninismul și socialismul european.
Partidul este cunoscut pentru poziția sa moldovenistă, susținând existența limbii și etniei moldovenești. Partidul consideră 28 iunie 1940 drept "ziua în care Moldova a fost eliberată de Uniunea Sovietică de sub ocupația românească". Din aceste motive, o parte a presei (cum ar fi Oleg Serebrian) a descris partidul ca fiind antiromânesc.

## Statut
Partidul Comuniștilor din Republica Moldova (PCRM) întrunește în rîndurile sale, pe bază de voluntariat, cetățenii țării care sunt adepți ai ideologiei sovietice, caracterizată bunăoară prin comunism și moldovenism. Conform propriilor sale principii, PCRM este:
- succesorul de drept, moștenitor al ideilor și tradițiilor Partidului Comunist al Moldovei;

- un partid politic de tip european, care, în noile condiții istorice, tinde să-și continue lupta pentru idealurile umaniste, pentru afirmarea demnității umane, pentru socialism;

- un partid care luptă pentru suveranitatea, integritatea teritorială și consolidarea în continuare a statalității Republicii Moldova;

- un partid care promovează o politică reală de construire, pe principiile economiei de piață cu diferite tipuri de proprietate, a unui stat democratic competitiv de orientare socială și de formare a unei societăți civile mature;

- un partid care pledează pentru Integrarea Europeană, pentru reformarea țării și societății în conformitate cu standardele democratice juridice, economice și sociale;

- un partid care exprimă interesele tuturor păturilor societății, care împărtășesc principiul echității sociale și le consolidează întru realizarea perspectivelor economice și sociale ale țării;

- un partid care colaborează cu toate forțele sociale care susțin principiile echității sociale, puterii poporului și statalității moldovenești. PCRM pledează pentru menținerea și dezvoltarea relațiilor frățești dintre popoarele țărilor CSI, fortifică solidaritatea internațională cu partidele de stînga din alte țări (sursa: PCRM Arhivat în 13 aprilie 2014, la Wayback Machine.).

## Sigla

Sigla tradițională a partidului

Steag folosit de PCRM

Din 2012, deoarece sigla partidului (cu secera și ciocanul) este interzisă prin lege în Republica Moldova, partidul folosește în mod curent steagul roșu (sus) și albastru (jos) cu capul galben de bour (la mijloc). Vladimir Voronin a calificat legea din 2012 drept o „aiureală ordinară” care „miroase a fascism” și „nu are perspective istorice”.

## Conducerea PCRM
Baza PCRM o constituie organizația primară de partid. Organizațiile primare de partid sunt din cel puțin trei membri de partid. Hotărîrea adunării de a crea o organizație primară este confirmată de către instanța superioară de partid.
Organul suprem al organizației primare de partid este adunarea generală a comuniștilor, care se convoacă în măsura necesității, dar nu mai rar de o dată în trimestru. Adunarea generală are puteri depline, dacă sunt prezenți mai mult de jumătate din membrii de partid din organizația respectivă. Hotărîrile se consideră adoptate, dacă au fost votate de mai mult de jumătate din numărul celor prezenți la adunare.
Pentru înfăptuirea activității curente sunt aleși pe termen de un an: secretarul organizației de partid, locțiitorul lui și trezorierul, iar dacă în organizație sunt mai mult de cincisprezece membri – biroul de partid, care își ține ședințele în funcție de necesități, dar nu mai rar de o dată pe lună. Activitatea biroului de partid este condusă de secretarul organizației de partid, ales de adunarea generală.
Organul suprem al Partidului Comuniștilor din Republica Moldova este congresul, care se convoacă nu mai rar decât o dată la patru ani.

### Președinte

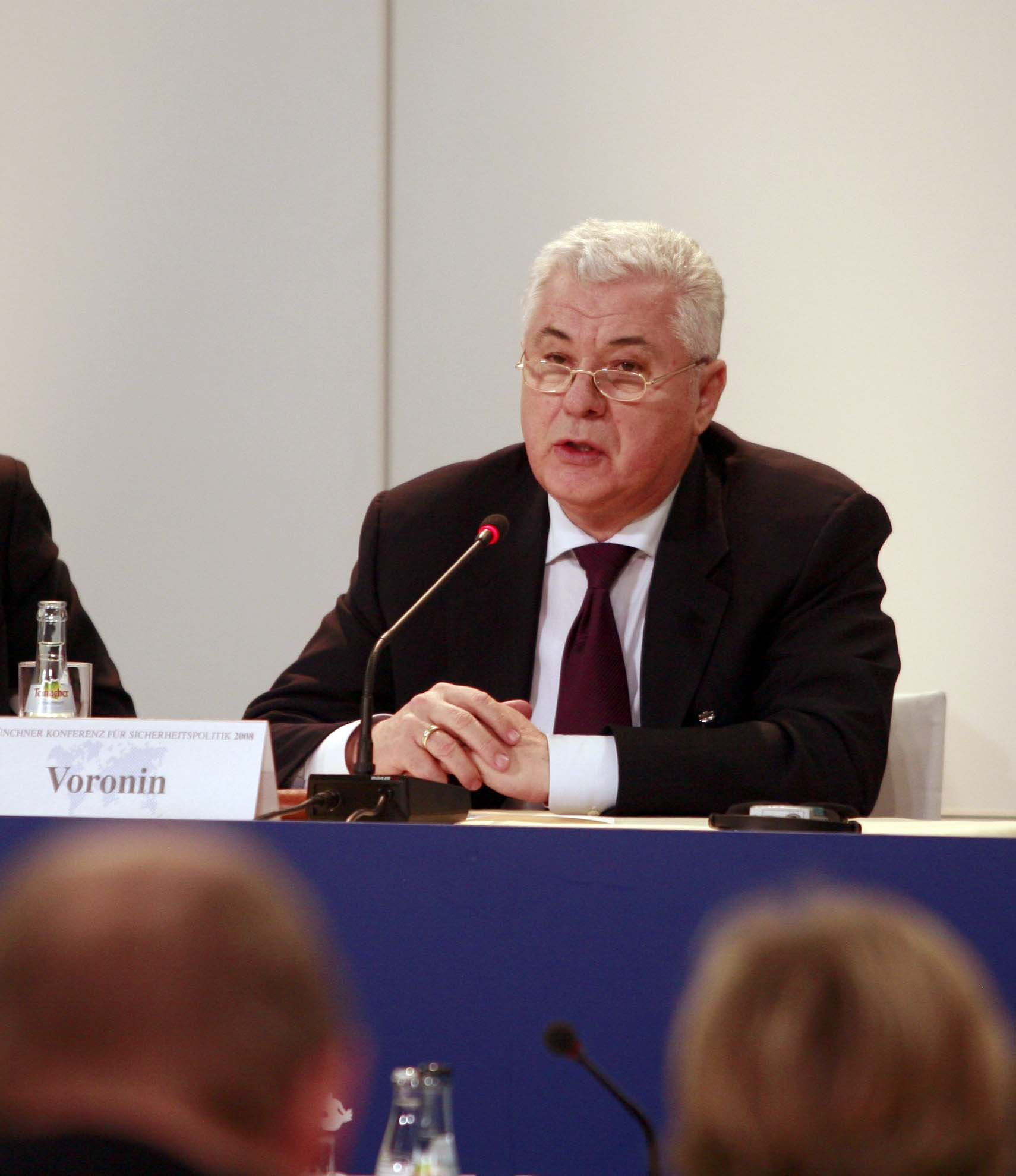
Președintele PCRM Vladimir Voronin

Conform art.38 din statutul PCRM, „președintele partidului este ales de către congres pe un termen de 4 ani și prezintă dări de seamă Congresului. El coordonează activitatea Comitetului Central și a Comitetului Executiv Politic al CC în vederea executării hotărîrilor congresului și directivelor de program ale partidului, face parte, după funcție, din componența CC și a Comitetului Executiv Politic, conduce ședințele acestora; reprezintă partidul în relațiile cu organele reprezentative, executive și juridice ale țării, cu partidele frățești din străinătate.”

### Comitetul Central al PCRM
Comitetul Central convoacă congrese și conferințe, organizează executarea hotărîrilor lor, în vederea dezvoltării lor, dezbate problemele ce țin de perfecționarea formelor și metodelor activității politico-organizatorice a partidului, consolidării unității lui, dinamica dezvoltării social-cconomice a țării și protecției sociale a populației; împreună cu comitetele de partid înaintează candidați în funcția de deputați ai Parlamentului, coordonează activitatea fracțiunii comuniștilor- deputați în organele elective, alege Comitetul Executiv Politic, secretarul executiv și secretarii CC, fondează sau lichidează organele de presă ale CC, ale comitetelor municipale și raionale de partid, confirmă și eliberează conducătorii organelor de presă de partid, stabilește numărul și funcțiile salariaților aparatului de partid, elaborează modelele carnetului de partid și ale altor documente de partid, în calitate de persoană juridică reprezintă partidul, aprobă bugetul partidului.

### Comisia Centrală de Revizie și Control
Comisia Centrală de Revizie controlează starea documentației și a proceselor-verbale, corectitudinea și oportunitatea achitării cotizațiilor de membru de către comuniști, utilizarea corectă a acestora, activitatea financiară și de producție a întreprinderilor și organizațiilor cu caracter de autogestiune ale partidului, efectuează conducerea metodică și coordonarea activității comisiilor de revizie ale comitetelor de partid municipale și raionale.

### Comitetul Executiv Politic al Comitetului Central al PCRM
Comitetul Executiv Politic organizează activitatea curentă a partidului, convoacă și organizează plenarele CC, controlează îndeplinirea hotărîrilor congreselor și ale CC, audiază dările de seamă ale comitetelor de partid și ale organizațiilor primare de partid cu privire la diferite aspecte ale lucrului ideologic și organi/atoric de partid; realizează legătura continuă cu organizațiile de partid, selectarea, amplasarea și eliberarea salariaților aparatelor de partid, întocmește bugetul de partid și controlează executarea lui. In cazuri excepționale, Comitetul Executiv Politic poate adopta hotăriri în chestiuni ce sunt de competența CC, urmînd ca acestea să fie confirmate de plenara ordinara a CC.
- Vladimir Voronin – Președinte
- Oleg Reidman – Vicepreședinte
- Constantin Starîș – Secretar executiv pentru ideologie

## Deputații PCRM în Parlamentul Republicii Moldova de legislatura a XI-a (8)
- Constantin Starîș – Vicepreședintele fracțiunii BCS
- Vladimir Voronin
- Oleg Reidman
- Valeriu Muduc
- Inga Sibova
- Diana Caraman
- Said-Muhmat Amaev
- Nicolai Rusol

## Rezultate electorale

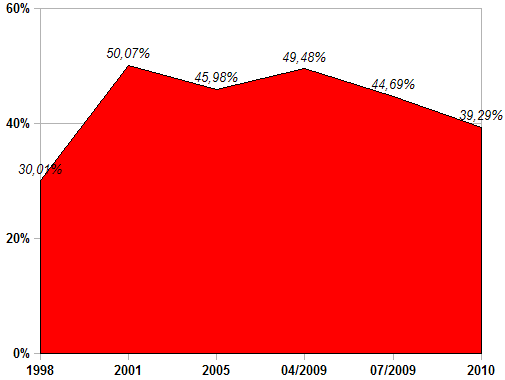
Rezultatele electorale ale PCRM (1998 - 2010)

### Alegeri parlamentare
| Anul alegerilor | voturi  | % din voturi | mandate obținute                                             | +/-  |
| --------------- | ------- | ------------ | ------------------------------------------------------------ | ---- |
| 1998            | 487.002 | 30.0         | 40 / 101                                                     |      |
| 2001            | 794.808 | 50.1         | 71 / 101                                                     | ▲ 31 |
| 2005            | 716.336 | 46.0         | 56 / 101                                                     | ▼ 15 |
| aprilie 2009    | 760.551 | 49.5         | 60 / 101                                                     | ▲ 4  |
| iulie 2009      | 706.732 | 44.7         | 48 / 101                                                     | ▼ 12 |
| 2010            | 677.069 | 39.3         | 42 / 101                                                     | ▼ 6  |
| 2014            | 279.366 | 17.48        | 21 / 101                                                     | ▼ 21 |
| 2019            | 53.172  | 3.75         | 0 / 101                                                      | ▼ 21 |
| 2021            | 398,678 | 27.17        | 10 / 101 (Blocul electoral al Comuniștilor și Socialiștilor) | ▲10  |

### Alegeri locale
* În 1999 participă în cadrul Blocului Comuniștilor, Agrarienilor și Socialiștilor (rezultatele sunt pentru întreaga alianță).

#### Consilii raionale și municipale
| Anul alegerilor | voturi  | % din voturi | mandate obținute | +/- |
| --------------- | ------- | ------------ | ---------------- | --- |
| 1995            | 184.627 | 15,7         | 206 / 1263       |     |
| 1999*           | 405.063 | 33,3         | 118 / 312        |     |
| 2003            | 595.289 | 48,1         | 615 / 1126       |     |
| 2007            | 394.034 | 34,2         | 465 / 1103       |     |
| 2011            | 508.384 | 36,9         | 434 / 1120       |     |
| 2015            | 131.549 | 10,2         | 138 / 1116       |     |
| 2019            | 40.591  | 3,77         | 43 / 1108        | ▼94 |
| 2023            |         |              | 48 / 1086        | ▲5  |

#### Consilii orășenești și sătești
| Anul alegerilor | voturi  | % din voturi | mandate obținute | +/-  |
| --------------- | ------- | ------------ | ---------------- | ---- |
| 1995            | 119.380 | 10,7         | 848 / 10597      |      |
| 1999*           | 355.562 | 32,2         | 2235 / 6105      |      |
| 2003            | 331.882 | 32,8         | 5416 / 10841     |      |
| 2007            | 331.882 | 32,8         | 4220 / 10621     |      |
| 2011            | 327.747 | 29,5         | 3441 / 10630     |      |
| 2015            | 116.331 | 10,95        | 1191 / 10570     |      |
| 2019            | 28.487  | 3,08         | 247 / 10472      | ▼931 |
| 2023            |         |              | 199 / 9972       | ▼48  |

#### Primari
| Anul alegerilor | primari | % din total | mandate obținute | +/- |
| --------------- | ------- | ----------- | ---------------- | --- |
| 1995            | 43      | 7,6         | 43 / 803         |     |
| 1999*           | 124     | 22,8        | 124 / 628        |     |
| 2003            | 203     | 22,6        | 368 / 898        |     |
| 2007            | 334     | 37,3        | 334 / 895        |     |
| 2011            | 203     | 22,6        | 203 / 898        |     |
| 2015            | 77      | 8,6         | 77 / 898         |     |
| 2019            | 10      | 1,11        | 10 / 898         | ▼67 |
| 2023            | 7       |             | 7 / 898          | ▼3  |

Locale 1995
Prezidențiale 1996 (turul I)
Parlamentare 1998
Parlamentare 2001
Locale 2003
Parlamentare 2005
Locale 2007
Parlamentare 2009
Parlamentare anticipate 2009
Parlamentare 2010
Locale 2011
Parlamentare 2014
Locale 2015
Parlamentare 2021